# Оталенж
Оталенж (пол. Otałęż) — село в Польщі, у гміні Чермін Мелецького повіту Підкарпатського воєводства.
Населення — 718 осіб (2011).
У 1975—1998 роках село належало до Ряшівського воєводства.

## Географія
У селі річка Брень впадає у Віслу.

## Демографія
Демографічна структура станом на 31 березня 2011 року:
|          | Загалом | Допрацездатний вік | Працездатний вік | Постпрацездатний вік |
| -------- | ------- | ------------------ | ---------------- | -------------------- |
| Чоловіки | 355     | 84                 | 225              | 46                   |
| Жінки    | 363     | 90                 | 188              | 85                   |
| Разом    | 718     | 174                | 413              | 131                  |